# ATP Challenger Knoxville
Das ATP Challenger Knoxville (offizieller Name: Knoxville Challenger) ist ein seit 2000 jährlich, bis auf die Jahre 2003 bis 2006, stattfindendes Tennisturnier in Knoxville, Tennessee. Es ist Teil der ATP Challenger Tour und wird in der Halle auf Hartplatz ausgetragen.

## Liste der Sieger

### Einzel
| Jahr                         | Sieger                  | Finalgegner           | Ergebnis       |
| ---------------------------- | ----------------------- | --------------------- | -------------- |
| 2024                         | Christopher Eubanks (2) | Learner Tien          | 7:5, 7:69      |
| 2023                         | Alex Michelsen          | Denis Kudla           | 7:5, 4:6, 6:2  |
| 2022                         | Ben Shelton             | Christopher Eubanks   | 6:3, 1:6, 7:64 |
| 2021                         | Christopher Eubanks (1) | Daniel Altmaier       | 6:3, 6:4       |
| 2020                         | abgesagt                | abgesagt              | abgesagt       |
| 2019                         | Michael Mmoh (2)        | Christopher O’Connell | 6:4, 6:4       |
| 2018                         | Reilly Opelka           | Björn Fratangelo      | 7:5, 4:6, 7:62 |
| 2017                         | Filip Peliwo            | Denis Kudla           | 6:4, 6:2       |
| 2016                         | Michael Mmoh (1)        | Peter Polansky        | 7:5, 2:6, 6:1  |
| 2015                         | Daniel Evans            | Frances Tiafoe        | 5:7, 6:1, 6:3  |
| 2014                         | Adrian Mannarino        | Sam Groth             | 3:6, 7:66, 6:4 |
| 2013                         | Tim Smyczek             | Peter Polansky        | 6:4, 6:2       |
| 2012                         | Michael Russell         | Bobby Reynolds        | 6:3, 6:2       |
| 2011                         | Jesse Levine            | Brian Baker           | 6:2, 6:3       |
| 2010                         | Kei Nishikori           | Robert Kendrick       | 6:1, 6:4       |
| 2009                         | Taylor Dent             | Ilija Bozoljac        | 6:3, 7:66      |
| 2008                         | Bobby Reynolds          | Luka Gregorc          | 6:4, 6:2       |
| 2007                         | Robert Kendrick         | Kevin Kim             | 3:6, 6:2, 6:4  |
| 2003–2006: nicht ausgetragen |                         |                       |                |
| 2002                         | Martin Verkerk          | Mardy Fish            | 6:3, 6:4       |
| 2001                         | James Blake             | Gabriel Trifu         | 6:4, 6:4       |
| 2000                         | Cristiano Caratti       | Andy Roddick          | 3:6, 7:61, 6:4 |

### Doppel
| Jahr                         | Sieger                                | Finalgegner                                 | Ergebnis           |
| ---------------------------- | ------------------------------------- | ------------------------------------------- | ------------------ |
| 2024                         | Patrick Harper Johannus Monday        | Micah Braswell Eliot Spizzirri              | 6:2, 6:2           |
| 2023                         | Cannon Kingsley Luis David Martínez   | Mac Kiger Mitchell Krueger                  | 7:63, 6:3          |
| 2022                         | Hunter Reese (2) Tennys Sandgren      | Martin Damm Mitchell Krueger                | 6:74, 7:63, [10:5] |
| 2021                         | Malek Jaziri Blaž Rola                | Hans Hach Verdugo Miguel Ángel Reyes Varela | 3:6, 6:3, [10:5]   |
| 2020                         | abgesagt                              | abgesagt                                    | abgesagt           |
| 2019                         | Hans Hach Verdugo Adrián Menéndez     | Bradley Klahn Sem Verbeek                   | 7:66, 4:6, [10:5]  |
| 2018                         | Toshihide Matsui Frederik Nielsen (2) | Hunter Reese Tennys Sandgren                | 7:66, 7:5          |
| 2017                         | Leander Paes Purav Raja               | Jamie Cerretani John-Patrick Smith          | 7:64, 7:64         |
| 2016                         | Peter Polansky Adil Shamasdin         | Ruben Bemelmans Joris De Loore              | 6:1, 6:3           |
| 2015                         | Johan Brunström Frederik Nielsen (1)  | Sekou Bangoura Matt Seeberger               | 6:1, 6:2           |
| 2014                         | Miķelis Lībietis Hunter Reese (1)     | Gastão Elias Sean Thornley                  | 6:3, 6:4           |
| 2013                         | Sam Groth John-Patrick Smith          | Carsten Ball Peter Polansky                 | 6:76, 6:2, [10:7]  |
| 2012                         | Alex Kuznetsov Mischa Zverev          | Jean Andersen Izak van der Merwe            | 6:4, 6:2           |
| 2011                         | Steve Johnson Austin Krajicek         | Adam Hubble Frederik Nielsen                | 3:6, 6:4, [13:11]  |
| 2010                         | Rik De Voest Izak van der Merwe       | Alex Bogomolow Alex Kuznetsov               | 6:1, 6:4           |
| 2009                         | Martin Emmrich Andreas Siljeström     | Raven Klaasen Izak van der Merwe            | 7:5, 6:4           |
| 2008                         | Kevin Anderson G. D. Jones            | Andy Ram Bobby Reynolds                     | 3:6, 6:0, [10:7]   |
| 2007                         | Harel Levy Sam Warburg                | Jamie Baker Brendan Evans                   | 3:6, 6:2, [10:6]   |
| 2003–2006: nicht ausgetragen |                                       |                                             |                    |
| 2002                         | Dmitri Tursunow Martin Verkerk        | Hugo Armando Sergio Roitman                 | 6:3, 6:4           |
| 2001                         | Mardy Fish Jeff Morrison              | Brandon Coupe Kelly Gullett                 | 6:3, 6:0           |
| 2000                         | Karsten Braasch Michael Kohlmann      | Jeff Coetzee Marcos Ondruska                | 6:0, 7:64          |